# Missus Goes A Shopping
Missus Goes A Shopping was een van de eerste spelprogramma`s op de televisie. CBS zond op 1 augustus 1944 de eerste aflevering uit. De oorspronkelijke presentator was John Reed King, maar toen het programma de nieuwe naam This Is The Missus kreeg, werd Bud Collyer presentator. Gil Fates was invaller. De laatste uitzending was op 12 januari 1949.